# Aya Hatakawa
Aya Hatakawa (* 17. August 2004 in Düsseldorf) ist eine deutsche Eiskunstläuferin. Im Einzellauf wurde sie 2021 deutsche Meisterin.

## Werdegang
Seit dem Jahr 2018 trainiert Hatakawa bei Aljona Savchenko in Oberstdorf. Zum Betreuerteam gehören ebenfalls Florian Just und Niko Ulanovsky.
Bei den Deutschen Meisterschaften 2020 zeigte Hatakawa im Kurzprogramm einen zweifachen Axel, einen dreifachen Rittberger und einen dreifachen Lutz kombiniert mit einem zweifachen Toeloop. Mit 58,01 Punkten belegte sie Platz 2 hinter Nicole Schott. Durch einen dritten Platz in der Kür mit 96,53 Punkten sicherte sie sich mit 154,54 Punkten die Silbermedaille.
Bei den Deutschen Meisterschaften 2021 gewann Hatakawa Gold mit einer Gesamtpunktzahl von 162,87 Punkten. Mit 107,27 Punkten verbesserte sie sich im Vergleich zum Vorjahr deutlich in der Kür. Sie zeigte unter anderem Kombinationen aus einem dreifachen Lutz und einem dreifachen Salchow mit einem zweifachen Toeloop.

## Ergebnisse
| International             | International | International | International | International | International | International | International | International | International | International |
| Wettbewerbe               | 2018/19       | 2019/20       | 2020/21       |               |               |               |               |               |               |               |
| ------------------------- | ------------- | ------------- | ------------- | ------------- | ------------- | ------------- | ------------- | ------------- | ------------- | ------------- |
| Nebelhorn Trophy          |               |               | 16.           |               |               |               |               |               |               |               |
| International Junioren    |               |               |               |               |               |               |               |               |               |               |
| JGP Baltic Cup 2019       |               | 15.           |               |               |               |               |               |               |               |               |
| National                  |               |               |               |               |               |               |               |               |               |               |
| Deutsche Meisterschaften  |               | 2.            | 1.            |               |               |               |               |               |               |               |
| JGP = Junioren Grand Prix |               |               |               |               |               |               |               |               |               |               |